# Izod
Izod (oficialmente estilizada como IZOD) es una compañía estadounidense de ropa de rango medio que produce prendas deportivas para hombres, así como calzado y accesorios. Forma parte de la compañía PVH, integrando su división Heritage Brands junto con Van Heusen, Arrow, Warner's, Olga y Speedo (esta última con licencia a perpetuidad de Speedo International en Norteamérica solamente). Es quizás más conocida por su polo piqué de manga corta, anteriormente producido por Lacoste. Otros clásicos de Izod incluyen la chaqueta Harrington modelo G-9, también el suéter con cuello en v y el suéter de punto. En cuanto a precios, hoy en día la marca Izod compite directamente con la marca Chaps, propiedad de Ralph Lauren Corporation, mientras que compite de manera indirecta con U.S. Polo Assn. y Nautica.
El 7 de junio de 2017, la empresa matriz PVH anunció que alcanzó un acuerdo de licencia con la subsidiaria de Adjmi Apparel Group Sports Products of America para fabricar ropa deportiva para mujer, ropa de golf y ropa deportiva bajo la marca IZOD a partir de febrero de 2018, lo que significa el regreso de IZOD a la mercado de las prendas para mujer.
El 23 de junio de 2021, se anunció que la marca Izod se vendería a Authentic Brands Group junto con Van Heusen, Arrow y Geoffrey Beene. La venta se completó el 2 de agosto de 2021. Bajo ABG, Centric Brands obtuvo la licencia para comercializar y fabricar ropa deportiva para hombres IZOD.